# Associazione Olimpica e dei Giochi del Commonwealth del Malawi
L'Associazione Olimpica e dei Giochi del Commonwealth del Malawi (nota anche come Olympic and Commonwealth Games Association of Malawi in inglese) è un'organizzazione sportiva malawiana, nata nel 1968 a Blantyre, Malawi.
Rappresenta questa nazione presso il Comitato Olimpico Internazionale (CIO) dal 1968 ed ha lo scopo di curare l'organizzazione ed il potenziamento dello sport in Malawi e, in particolare, la preparazione degli atleti malawiani, per consentire loro la partecipazione ai Giochi olimpici. L'organizzazione è, inoltre, membro dell'Associazione dei Comitati Olimpici Nazionali d'Africa.
L'attuale presidente dell'associazione è Florianno Massah, mentre la carica di segretario generale è occupata da Helene Mpinganjira.